# Stanley Kubrick
Stanley Kubrick (New York, 26 luglio 1928 – St Albans, 7 marzo 1999) è stato un regista, sceneggiatore e produttore cinematografico statunitense naturalizzato britannico.

Firma di Stanley Kubrick

Considerato uno dei maggiori cineasti della storia del cinema, è stato anche direttore della fotografia, montatore, scenografo, creatore di effetti speciali, scrittore e fotografo. I suoi film sono considerati dal critico cinematografico Michel Ciment i più importanti contributi alla cinematografia mondiale del ventesimo secolo.
È conosciuto per aver affrontato un numero molto ampio di generi cinematografici, tutti con grande successo di critica e pubblico: il film di guerra con Paura e desiderio, Orizzonti di gloria e Full Metal Jacket, il noir con Il bacio dell'assassino e Rapina a mano armata, il peplum con Spartacus, il dramma con Lolita, la satira politica con Il dottor Stranamore - Ovvero: come ho imparato a non preoccuparmi e ad amare la bomba, due diversi tipi di fantascienza con altrettanti film (quella spaziale con 2001: Odissea nello spazio e quella sociologica con Arancia meccanica), il film storico con Barry Lyndon, l'horror psicologico con Shining e il thriller erotico con Eyes Wide Shut.
Insignito del Leone d'oro alla carriera al Festival del cinema di Venezia nel 1997, la sua filmografia comprende tredici lungometraggi e il suo palmarès altrettante candidature al Premio Oscar. Malgrado le numerose nomination, non ha mai vinto la statuetta come miglior regista o sceneggiatore (sia originale che non originale): i suoi film furono insigniti di Oscar concernenti gli elementi tecnici dei film, come quello per gli effetti speciali di 2001 (l'unico che il regista ricevette) e quelli per fotografia, costumi e scenografia per Spartacus e Barry Lyndon.

## Biografia

### Gioventù ed esordi

Stanley Kubrick da bambino con il padre Jacob

Stanley Kubrick è nato il 26 luglio 1928 al Lying-In Hospital di Manhattan (New York), primo dei due figli concepiti dalla casalinga Sadie Gertrude Perveler (28 ottobre 1903-23 aprile 1985), e da Jacob Leonard Kubrick (21 maggio 1901-19 ottobre 1985), un medico statunitense nato da una famiglia ebraica di origini austriache, polacche e rumene; nel 1934 nacque sua sorella minore, Barbara Mary Kubrick. Fin da bambino si appassiona ai miti dell'antica Grecia e alle fiabe nordiche, ma soprattutto al gioco degli scacchi e alla musica jazz e per un certo periodo si guadagna da vivere grazie a gare di scacchi, come viene spiegato nel documentario A Life in Pictures, e impara a suonare la batteria.

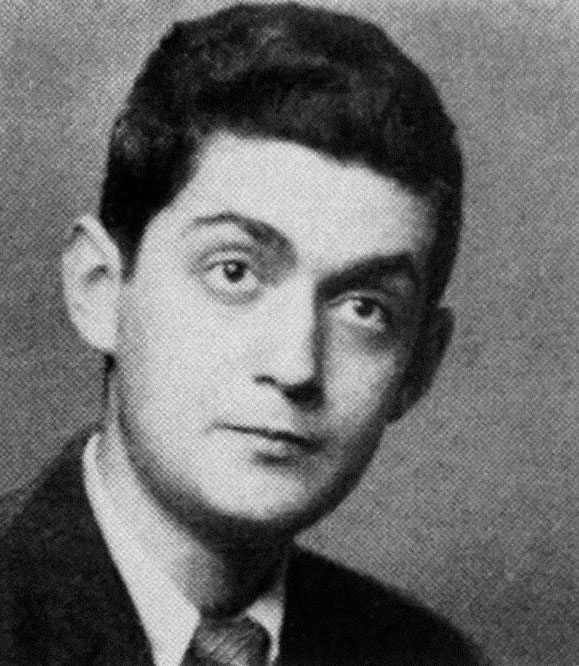
Foto liceale di Stanley Kubrick all'età di 16 anni durante l'anno scolastico 1944-45 alla William Howard Taft High School di New York

All'età di tredici anni riceve in regalo dal padre una macchina fotografica. Fin da bambino è affascinato dalla tecnica fotografica e nel 1945 la sua carriera parte con una foto di un edicolante rattristato della notizia della morte del presidente Roosevelt, che vende alla rivista Look. Negli stessi anni segue studi artistici di fotografia (che gli rallenteranno il percorso scolastico) e comincia ad appassionarsi alla poesia simbolistica e alla filosofia, che lo porteranno in breve a conoscere il pensiero di Nietzsche. Dopo essersi diplomato, comincia a lavorare per Look come fotografo.
A diciannove anni trascorre cinque sere la settimana nella sala di proiezione del Museum of Modern Art di New York, a guardare vecchi film e dopo quattro anni di studio all'accademia di arte cinematografica, pagati grazie allo stipendio da giornalista locale, decide di dedicarsi attivamente al cinema.
Nel 1949 dirige il cortometraggio Day of the Fight, un documentario sulla giornata del pugile Walter Cartier autoprodotto con soli 3 900 dollari raggranellati tra parenti e amici, e che rivende alla RKO per 4 000 dollari. Il successivo documentario, finanziato dalla RKO per 1 500 dollari, è Flying Padre, sulla giornata di un prete del Nuovo Messico che percorre la sterminata estensione della sua parrocchia utilizzando un piccolo aereo da turismo.

### Anni cinquanta
Ottenuto un discreto successo con i primi cortometraggi, decide di abbandonare definitivamente il lavoro alla rivista Look e di iniziare la carriera di regista a tempo pieno producendo il primo lungometraggio nel 1953, Paura e desiderio, che divenne poi per anni quasi introvabile e definito poi dall'autore, in età matura, «un tentativo serio realizzato in modo maldestro», ma che gli permette di prendere maggiore confidenza con la tecnica cinematografica. 

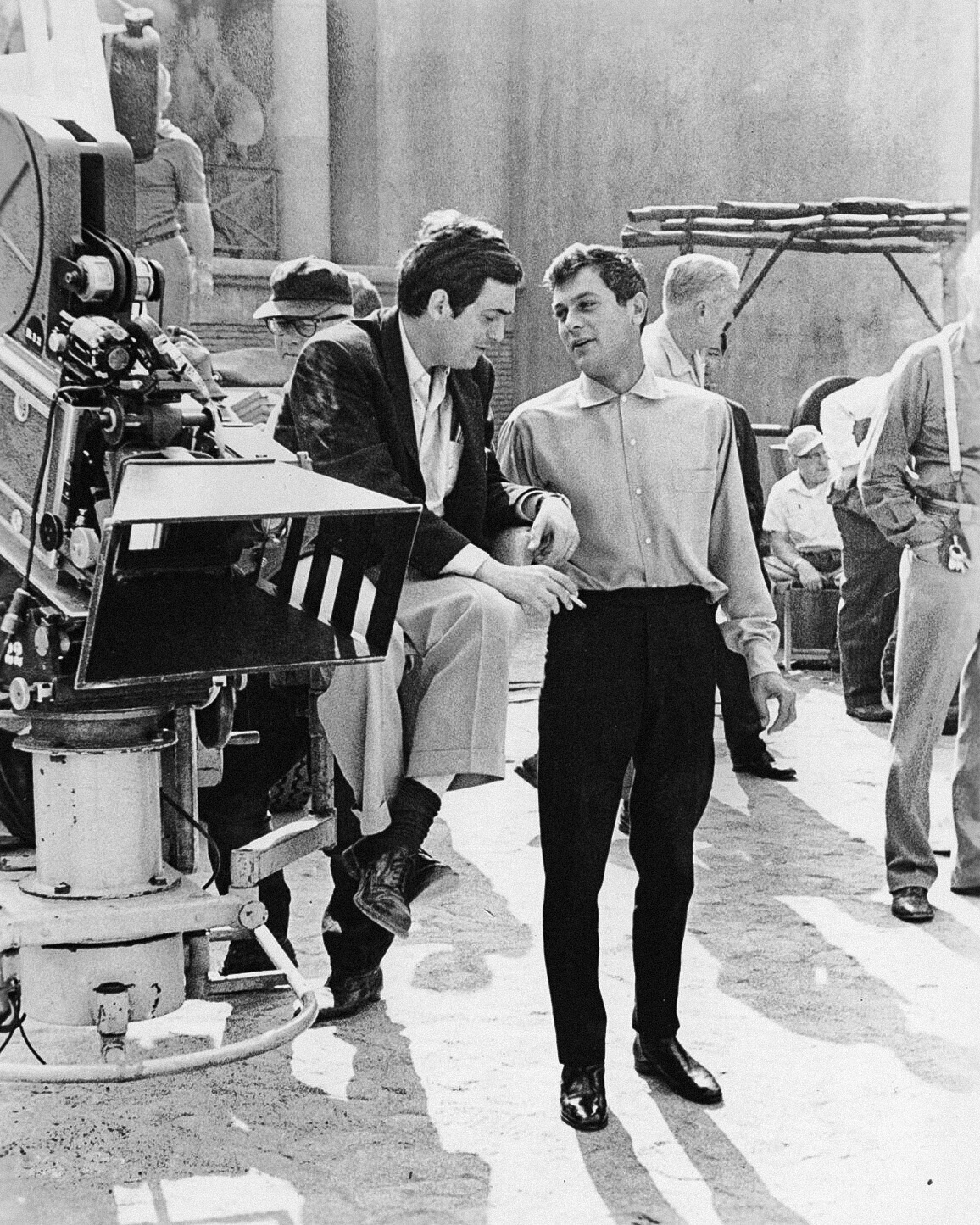
Stanley Kubrick a colloquio con Tony Curtis sul set di Spartacus (1960)

Nel 1955 gira Il bacio dell'assassino. Subito dopo firma un contratto con la United Artists. Nel 1956 Kubrick fonda una piccola società con il produttore James B. Harris. Il primo film con il nuovo marchio è Rapina a mano armata, che narra della tentata rapina a un ippodromo e dei suoi tragici sviluppi, attraverso immagini documentaristiche e una struttura narrativa che va avanti e indietro nel tempo, invertendo l'ordine cronologico degli eventi e arrivando a mostrare uno stesso fatto da diversi punti di vista, film che non ha un buon successo commerciale, ma ottiene parecchie recensioni positive dalla critica.
L'anno seguente, dopo aver letto il libro Orizzonti di gloria decide di realizzarne la trasposizione su pellicola che verrà finanziata da Kirk Douglas, che ne è anche protagonista. Nonostante fosse ambientato nelle retrovie francesi della prima guerra mondiale, venne girato in Germania, non avendo ricevuto l'autorizzazione per le riprese dal governo francese e anche il permesso di distribuzione in Francia arrivò solo nel 1975; il film costò 935 000 dollari e impose Kubrick all'attenzione della critica.
Nel 1959 Kirk Douglas gli offre la regia di Spartacus, dopo aver licenziato Anthony Mann, con cui aveva avuto parecchi contrasti sul set. L'esperienza di Spartacus non si rivela positiva, soprattutto perché Kubrick non si trova a suo agio senza avere il completo controllo di tutte le fasi di produzione e non vive serenamente il rapporto con Douglas, che oltre a essere il protagonista del film ne è anche il produttore. Il film rimane notevole nel suo genere in quanto in quel momento fu il più costoso della storia, ottenendo grande successo di pubblico e quattro premi Oscar.
Dopo questo film, Kubrick si trasferisce definitivamente in Inghilterra e decide di dedicarsi soltanto a progetti di cui ha il completo controllo.

### Anni sessanta

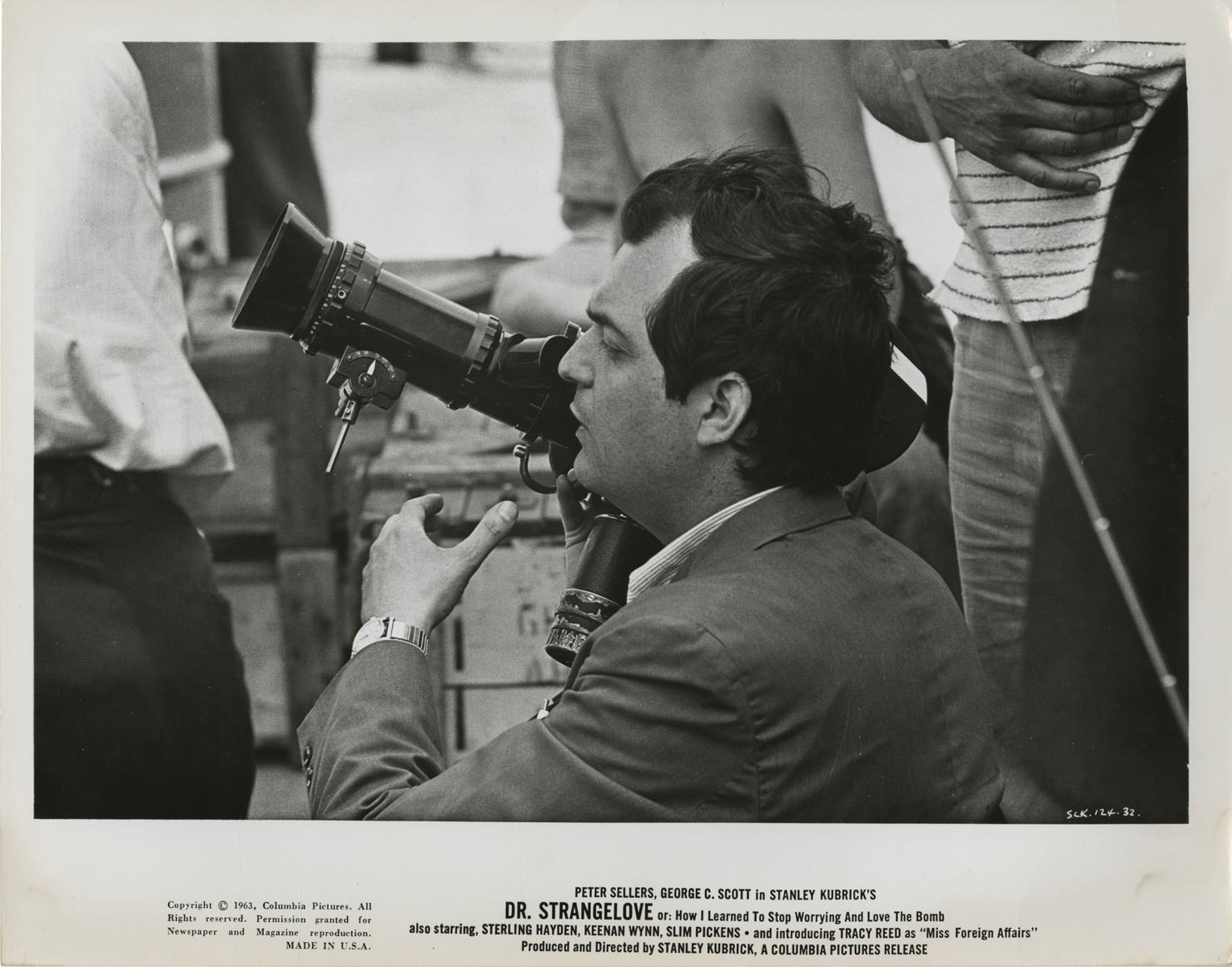
Stanley Kubrick sul set de Il dottor Stranamore - Ovvero: come ho imparato a non preoccuparmi e ad amare la bomba (1964)

Nel 1962 dirige Lolita della cui sceneggiatura, scritta da Vladimir Nabokov, autore dell'omonimo romanzo, utilizza solo qualche dialogo. Il film è soggetto a dure critiche da parte della censura, in particolar modo americana. Nel film recita Peter Sellers, che lavorerà con Kubrick anche nel suo film successivo, Il dottor Stranamore - Ovvero: come ho imparato a non preoccuparmi e ad amare la bomba, girato nel 1963, una commedia satirica che provoca grande attenzione e ammirazione da parte della critica e che gli vale tre candidature all'Oscar (miglior regia, miglior film e miglior sceneggiatura). Il film è notevole anche da un punto di vista storico e riesce mirabilmente a dare forma al terrore dell'atomica all'epoca della guerra fredda, soprattutto in considerazione del fatto che gli ambienti sono ricostruiti con la massima verosimiglianza e tutte le procedure militari corrispondono a quelle realmente in vigore all'epoca.
Dopo quattro anni di lavorazione e una spesa di 10 milioni di dollari, 6 milioni e mezzo solo per gli effetti speciali, esordisce 2001: Odissea nello spazio. Il film, oltre a essere uno dei picchi più alti raggiunti dalla cinematografia mondiale, è una profonda riflessione filosofica sulla natura dell'uomo, sulla sua evoluzione e sul suo futuro in rapporto con l'universo. Il film riceve svariate candidature agli Oscar, ma vince solo quello per gli effetti speciali. Numerosissime le scene da antologia, dalla più ampia ellissi della storia del cinema con l'osso della scimmia che lanciato in alto diventa l'astronave oblunga che "danza" sulle note di Sul bel Danubio blu di Johann Strauss, alla sequenza delle stelle, fino all'enigmatico finale con l'embrione che, dallo spazio, concede uno sguardo in macchina che buca lo schermo cinematografico fino allo spettatore.

### Anni settanta

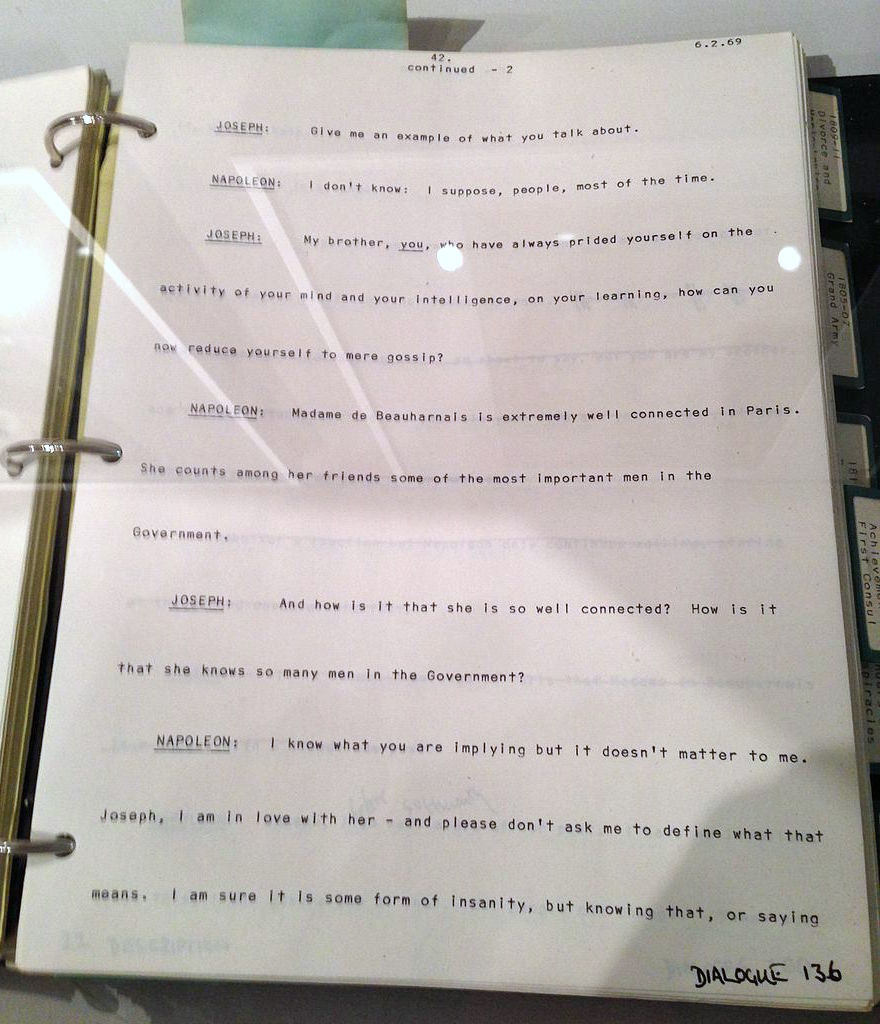
Sceneggiatura dell'incompiuto Napoleon

Il progetto successivo fu un film su Napoleone Bonaparte, intitolato Napoleon che avrebbe dovuto essere interpretato da Jack Nicholson, ma a causa del fiasco di un film simile uscito nel 1970, Waterloo di Sergej Fëdorovič Bondarčuk e anche e soprattutto per l'esorbitante costo di produzione che prevedeva (circa 40 milioni di dollari, troppo alto per l'epoca) non fu mai realizzato. Nel biennio 1969-1970 scrive la sceneggiatura di Arancia meccanica, tratto dall'omonimo romanzo di Anthony Burgess pubblicato nel 1962, e dopo essersi assicurato regia e produzione dalla Warner Bros., inizia le riprese nell'autunno 1970. Terminate le riprese a febbraio 1971, il film esce a New York a dicembre; il film sarà destinato a causare controversie in gran parte dei paesi dove uscirà; miscuglio uniforme di diversi generi cinematografici è uno dei film di maggiore influenza sul cinema mondiale tra quelli realizzati dagli anni settanta a oggi. Kubrick avrebbe anche chiesto ai Pink Floyd di usare la loro suite Atom Heart Mother come colonna sonora del film (composta poi invece principalmente da musiche classiche di Beethoven e di Rossini), ma la band rifiutò perché Kubrick non aveva ancora idea di come inserirla nel film e ne voleva tutti i diritti. Nonostante le forti censure, negli Stati Uniti e in altri paesi europei come l'Italia e soprattutto in Inghilterra, il film ha comunque un enorme successo, e riceve quattro candidature agli Oscar del 1972 (miglior film, regia, sceneggiatura e montaggio) e sette ai Bafta britannici. Sempre nel 1972 viene presentato al Festival di Venezia ed esce anche nei cinema italiani vietato ai minori di 18 anni.
Dopo questi due film, cambia genere con Barry Lyndon (1975), tratto dal romanzo Le memorie di Barry Lyndon di Thackeray, che non ha un grande successo di pubblico ma gli procura altre sette candidature ai premi Oscar (tra le quali ancora regia, sceneggiatura e produzione). Ciò che più colpisce ancora oggi di Barry Lyndon è l'enorme capacità tecnico-fotografica, che permette a Kubrick di girare in interni con la sola luce delle candele, anche grazie all'utilizzo di un particolare obiettivo Zeiss Planar originariamente prodotto per la NASA, ottenendo in questo modo la particolare atmosfera che caratterizza il film. La quasi totale assenza di profondità di campo, ottenuta con teleobiettivi molto potenti e diaframmi apertissimi, permette a Kubrick di ottenere inquadrature del tutto paragonabili ai quadri dell'epoca in cui è ambientato il film.

### Anni ottanta e novanta
Nel 1980 Kubrick dirige un film di genere horror psicologico, Shining, tratto dall'omonimo romanzo di Stephen King, con protagonisti Jack Nicholson, Shelley Duvall e Danny Lloyd. La storia si svolge interamente all'interno di un grande albergo isolato; il film è stavolta una profonda analisi da parte di Kubrick della cosiddetta "famiglia americana", immersa in un contesto onirico e inquietante, inquadrato perfettamente nell'ambientazione dell'hotel isolato dal resto del mondo: lì, la reale personalità dei protagonisti, nel caso principale quella del personaggio interpretato da Jack Nicholson, viene alla luce con conseguenze irreparabili e mostruose. Il film è pieno di scene simbolo: la visione di Danny delle gemelline, mentre gira nei labirintici corridoi dell’hotel, per poi vederle morte, distese e massacrate. L’ascensore che esplode in un’onda di sangue, Jack che fa a pezzi con un’accetta la porta del bagno, dove Wendy si è rifugiata e la famosa scena finale nel labirinto di siepi, dove Jack insegue il piccolo Danny in una spirale da incubo. Sebbene subito dopo l'uscita non venga acclamato dalla critica come i precedenti, riscuote un enorme successo di pubblico e le sue scene visionarie, ambientate in spazi deserti e vuoti sono entrate nella storia del cinema.
Nel 1987 dirige il suo terzo e ultimo film di guerra, questa volta su quella del Vietnam: Full Metal Jacket, affresco cinico e crudele sulla guerra che distrugge e disumanizza, assoluto capolavoro di sceneggiatura e regia dove emerge ancora una volta il grande sarcasmo di fondo antimilitarista e antibellico del regista, nonché la profonda indagine psicologica sulla dualità dell'essere umano riferita a una teoria di Jung e accennata anche dal protagonista, il soldato Joker, durante il film.
Dopo Full Metal Jacket, si dedicò a un progetto al quale lavorava da anni, un film sulla Shoah. La moglie di Kubrick racconta nel documentario Stanley Kubrick: A Life in Pictures che «Trasformò un libro di Louis Begley, Wartime Lies, in una sceneggiatura: Aryan Papers, la storia di una famiglia di ebrei che cerca di scappare dai nazisti. Quando fu pronto a iniziare la produzione, l'amico e collega Steven Spielberg aveva però già cominciato a girare quello che sarebbe diventato uno dei più celebri film sull'Olocausto, Schindler's List - La lista di Schindler; Kubrick, intuendo che le similitudini sarebbero state troppe, mise da parte il suo progetto, anche perché pensava che quella dell'Olocausto fosse una storia irraccontabile e il dover realizzare una sceneggiatura con tale tema lo metteva profondamente a disagio.«"Se davvero voglio mostrare ciò che ho letto e che è successo – e aveva letto tutto – come posso filmarlo? Come si può far finta?" Era molto depresso durante la preparazione e fui contenta quando ci rinunciò, perché stava davvero soffrendo». Kubrick diresse quindi la sua attenzione su un altro vecchio progetto, un film basato sul racconto di Brian Aldiss Supertoys che durano tutta l'estate, e decise di chiedere a Spielberg di dirigerlo, mentre lui si sarebbe occupato della produzione. I due registi discussero per molto tempo sul film, ma il progetto fu rinviato per motivi tecnici, come ammesso dallo stesso Spielberg, che dichiarò: «La tecnologia digitale stava per esplodere e Kubrick pensò che avrebbe avuto enormi benefici aspettando qualche anno». Kubrick decise quindi di accantonare anche questo progetto per concentrarsi su quello che diventerà il suo ultimo film, Eyes Wide Shut; l'idea del film basato sul racconto di Aldiss verrà ripresa da Spielberg, che scriverà e dirigerà la pellicola, uscita nel 2001, dopo la morte di Kubrick, con il titolo A.I. - Intelligenza artificiale.
(Steven Spielberg)
Eyes Wide Shut, tratto dal romanzo Doppio sogno di Arthur Schnitzler, uscì però nelle sale quando il regista era già morto. Nonostante voci affermino che Kubrick non sia riuscito a terminare il film per quanto riguarda il montaggio, sembra ormai chiaro che anche quest'ultima fase fosse giunta praticamente a conclusione quando sopraggiunse la morte. Kubrick morì nel sonno, stroncato da un infarto, nella sua casa di campagna il 7 marzo 1999, all'età di 70 anni. I funerali si svolsero in forma riservata e laica, conformi a quella ritrosia dal mondo esterno che aveva caratterizzato l'ultima parte della sua vita. In base alle sue ultime volontà, il corpo è stato sepolto nel giardino della casa stessa a Childwickbury, nell'Hertfordshire.

## Vita privata
Nel 1948 sposò la fidanzata Toba Metz, conosciuta al liceo; i due divorziarono nel 1951.
Nel 1955 sposò la ballerina Ruth Sobotka, con cui aveva convissuto per tre anni; Kubrick la scelse nel film Il bacio dell'assassino; la coppia divorziò nel 1958.
Sul set del film Orizzonti di gloria (1957) conobbe l'attrice Christiane Harlan, che sposò nel 1958 e con cui rimase fino alla morte. I due hanno avuto due figlie: Anya (1959-2009) e Vivian (1960).
La figlia Anya è morta di cancro nel 2009 a 50 anni, mentre la figlia adottiva Katharina, nata dal primo matrimonio di Christiane, comparve in camei in Arancia meccanica, Barry Lyndon e Eyes Wide Shut, oltre ad aver fatto del location scouting per Shining. La figlia Vivian è quella che più collaborò con il padre. Oltre ai camei in 2001: Odissea nello spazio, Barry Lyndon, Shining e Full Metal Jacket, compose la colonna sonora di Full Metal Jacket e girò due documentari sul ‘dietro le quinte’ di due film di Stanley: Making ‘The Shining’ (1980) e Shooting ‘Full Metal Jacket’ (1986), per il quale scrisse anche le musiche, ma che rimase però incompleto.

## Etica ed estetica
(Stanley Kubrick)
Stanley Kubrick è considerato uno dei registi più eminenti di sempre, specie per la sua espressività lontana dai canoni hollywoodiani e la sua capacità unica di esplorare la gran parte dello spettro dei generi, senza farsi dominare dalle convenzioni, ma anzi trasfigurandole.
Malgrado i costi anche elevati che richiedevano i suoi film, ebbe sempre carta bianca in breve tempo per tutte le fasi di lavorazione delle sue opere. Esplicativo a questo proposito è l'episodio di Arancia meccanica: l'unica volta nella storia del cinema in cui un film, che pur stava avendo notevole successo di pubblico, viene ritirato dalle sale da una grande casa di produzione cinematografica, la Warner Bros., per ordine del regista.
La passione per la fotografia è uno dei fili rossi della sua carriera: Kubrick poteva passare ore intere a studiare un'inquadratura, al punto tale da assillare gli attori, che comunque lo hanno sempre trattato con un mistico rispetto ("è così modesto e sempre pronto a scusarsi che è impossibile essere offesi da lui" disse al riguardo George C. Scott). Ne viene fuori una cura ossessiva per i particolari dell'immagine, per la prospettiva e l'illuminazione, per la posizione degli attori e degli oggetti di scena, per la simmetria, tanto che ogni suo film è studiabile in ogni fotogramma come "album di inquadrature".
Il senso estetico dei suoi film è però il risultato di un lavoro di integrazione fra diversi canali comunicativi: il contesto reale delle sue storie è infatti un tessuto d'immagine e musica, elemento fondamentale per veicolare emozioni nello spettatore. Nelle pellicole il regista prende ispirazioni dalla storia dell'arte di ogni secolo: da Jack Torrance abbandonato sulla sedia di lavoro che richiama Il sonno della ragione genera mostri, un'acquaforte e acquatinta di Goya, ai magistrali piani sequenza di Barry Lyndon, continue citazioni dei quadri inglesi tra il Seicento e il Settecento.
Inoltre la musica, elemento fondamentale, sottolinea momenti particolari dei suoi film. Dal "Ludovico Van" di Alex che celebra la sua ultraviolenza, al candido swing della chiusura de Il dottor Stranamore che accompagna con leggerezza la fine dell'essere umano, imputabile alla sua stessa stupidità. Ogni momento costruito tra immagine e suono è una risata a denti stretti sulla convenzionalità, è un rasoio che seziona i comportamenti degli astanti svelando come, dietro le grandi ideologie, ci sia solo la bassa animalità dell'essere umano.
Anche il tempo dell'azione è utilizzato da Kubrick come veicolo espressivo e fa parte di quel tessuto comunicativo che ha sperimentato in ogni suo film: le inquadrature sono spesso prolungate, esitanti, gli attori recitano in uno stato quasi ipnoide (evidenti gli esempi di 2001: Odissea nello spazio, Lolita, Shining, Eyes Wide Shut e, per certi versi, anche Arancia meccanica), lasciando lo spettatore libero d'indugiare sulle singole componenti dell'immagine. Più che alla parola, Kubrick era interessato all'organizzazione spazio-temporale della narrazione, facendo perdere lo spettatore in una metacomunicazione continua. La curiosità suscitata da uno dei suoi massimi capolavori, 2001: Odissea nello spazio, è proprio dovuta al lavorìo di sottrazione che Kubrick vi dedicò: inizialmente il progetto originale prevedeva molti più dialoghi e scene decisamente più "didascaliche" (come la sequenza finale, in cui il feto astrale avrebbe dovuto distruggere un anello di bombe atomiche che circondavano la Terra), ma il regista lo "spolpò" gradualmente, creando un flusso di apparente non-comunicazione (l'Universo silenzioso e spettrale) nel quale lo spettatore potesse perdersi.
Si occupava in prima persona della conservazione delle sue opere, se non lo avesse fatto, oggi probabilmente non avremmo più accesso a Il dottor Stranamore, uno dei lavori che rischiò maggiormente la scomparsa.
Malgrado i suoi continui sforzi di smussamento del senso di realtà, Kubrick appare ancorato a un realismo oggettivo, a volte freddo, figlio maturo della sua carriera di fotoreporter: è nota la sua curiosità tecnica, che lo portò a innovare il cinema stesso; riguardo a ciò, ricordiamo i sorprendenti effetti speciali di 2001, le ottiche superluminose della NASA e della Zeiss di Barry Lyndon, la steadicam di Shining.

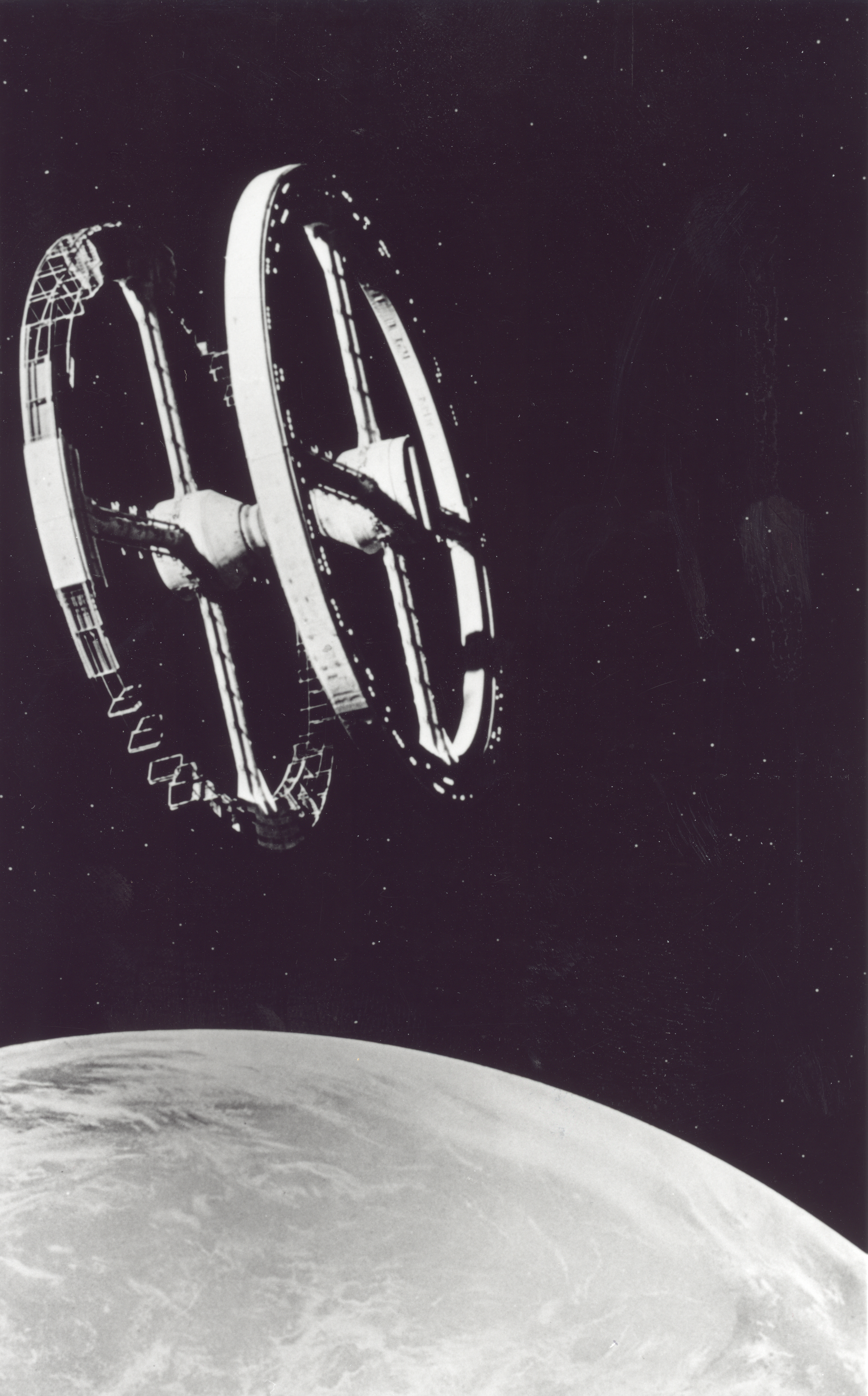
La stazione spaziale del film 2001: Odissea nello spazio (1968)

Inoltre, grazie al suo estremo eclettismo, Kubrick riuscì a muoversi agilmente in tutti i generi, portando nella maggior parte di essi progresso e innovazione: 2001: Odissea nello spazio è considerato uno "spartiacque" nel campo dello SciFi (oltreché uno dei più bei film della storia del cinema); Shining fu pioniere dell'horror metafisico; Full Metal Jacket ha sconvolto i temi del film di guerra, sottolineando come il soldato sia, essenzialmente, un assassino e affrontando così uno dei temi principali dell'etica kubrickiana, vale a dire la scelta fra il bene e il male. Qui il protagonista impara infatti a vivere secondo la propria natura, accettando l'omicidio e la normalità della vita. In Lolita è analizzata la perversione di un uomo che perde la testa per una ragazzina, innamorandosene realmente e mandando all'aria il suo matrimonio per poi perdere ogni cosa. Il dottor Stranamore indaga sornione sull'ambivalenza dell'istinto di conservazione umano, perfettamente a suo agio fra sopravvivenza propria e sterminio altrui. Arancia meccanica capovolge questo schema mostrando quanto anche nell'insanabile buonismo di una distopica società moderna sia necessario per una persona riuscire a esprimere la sua libera scelta tra il bene e il male, dovendo scegliere talvolta anche il male per istinto di autoconservazione. Nel film questa possibilità è infatti negata ad Alex, il quale, dopo essere stato sottoposto al "trattamento Ludovico", è incapace di scegliere il male, per proteggersi, e subisce le angherie di una società oppressiva, di amici convertiti al "giusto" e di genitori indifferenti.
Naturalmente, il cinema di Kubrick sposa l'idea della perfetta integrazione fra etica ed estetica, sfuggendo così alla facile tentazione di esprimere una morale. Così le immagini e il messaggio si fondono e la valutazione di ciò cui si assiste è lasciata totalmente allo spettatore, grazie anche alla "circolarità" delle sceneggiature (quasi tutte adattate da libri), che prevedono un finale che si avvolge sull'incipit. Alcuni esempi: in Arancia meccanica il protagonista torna esattamente allo stato psicologico di partenza, come se non fosse successo nulla, salvo essere diventato ancora più malvagio e adesso persino cosciente del fatto che la violenza ha un ruolo fondante nella società, purché esercitata "secondo le regole" dettate da quest'ultima; in Shining il complessato Jack Torrance appare, dopo la sua morte, nella galleria fotografica dell'Overlook Hotel, come il guardiano che era lì "da sempre"; Eyes Wide Shut sembra terminare con un risveglio (oltre che con la difficoltà di comprendere la verità delle cose), che incoraggia l'immaginazione a tornare al punto di partenza; l'esempio eccellente di questa ciclicità è poi 2001: Odissea nello spazio, che procede interamente in una mimesi del ciclo della vita (nascita, crescita, morte ed evoluzione in nuova nascita, il bambino-stella di derivazione nietzschiana). Sembra fare eccezione Il dottor Stranamore, ma probabilmente si tratta di una fedeltà allo stile comico adottato: qui il film si auto-distrugge, così come era stato preannunciato. A ben vedere, però, anche in questo film vi è, nell'epilogo, uno stretto legame con l'inizio delle vicende: Unione Sovietica e Stati Uniti, i "blocchi" contrapposti della guerra fredda, dopo un apparente avvicinamento (solo di convenienza reciproca, comunque), tornano nella conclusione alla loro normale "attività", se così si può chiamare. L'ambasciatore russo scatta di nascosto foto alla "War Room", e gli americani sono intenti a studiare un piano per non perdere il loro ostentato potere sul resto del mondo. Insomma, anche di fronte alla più grande disgrazia, l'uomo non fa mai tesoro dei propri errori e continua, imperterrito, il suo cammino verso l'oblio, o in questo caso, è più giusto dire, l'auto-distruzione.

Kubrick era dichiaratamente anti-reazionario, tuttavia nutriva fortissimi dubbi sulla bontà della specie umana e sulla capacità di autogovernarsi senza istituzioni, considerando ogni uomo come un essere aggressivo e violento per natura, non un "buon selvaggio" ma un "cattivo selvaggio":

## Ispirazioni cinematografiche
Nel 1963, durante una nota intervista alla rivista statunitense Cinema, Kubrick elencò quelli che all'epoca riteneva fossero i dieci migliori film della storia del cinema. I suoi film preferiti erano:
- I vitelloni (1953) di Federico Fellini;
- Il posto delle fragole (1957) di Ingmar Bergman;
- La notte (1961) di Michelangelo Antonioni;
- Quarto potere (1941) di Orson Welles;
- Luci della città (1931) di Charlie Chaplin;
- Il tesoro della Sierra Madre (1948) di John Huston;
- Enrico V (1944) di Laurence Olivier;
- Un comodo posto in banca (1940) di Edward F. Cline;
- Condannatemi se vi riesce! (1942) di William A. Wellman;
- Gli angeli dell'inferno (1930) di Howard Hughes.

Kubrick nutriva una sincera ammirazione per il regista polacco Krzysztof Kieślowski, e di lui ebbe a dire:
Kubrick era un ammiratore del fumettista Osamu Tezuka, tanto da averlo invitato a collaborare a 2001: Odissea nello spazio per gli elementi visivi. Tezuka avrebbe però cortesemente declinato a causa del carattere difficile per il quale il perfezionista Kubrick era noto sui set.

## Filmografia

### Cinema

#### Regista
- Paura e desiderio (Fear and Desire) (1953)
- Il bacio dell'assassino (Killer's Kiss) (1955)
- Rapina a mano armata (The Killing) (1956)
- Orizzonti di gloria (Paths of Glory) (1957)
- Spartacus (1960)
- Lolita (1962)
- Il dottor Stranamore - Ovvero: come ho imparato a non preoccuparmi e ad amare la bomba (Dr. Strangelove or: How I Learned to Stop Worrying and Love the Bomb) (1964)
- 2001: Odissea nello spazio (2001: A Space Odyssey) (1968)
- Arancia meccanica (A Clockwork Orange) (1971)
- Barry Lyndon (1975)
- Shining (The Shining) (1980)
- Full Metal Jacket (1987)
- Eyes Wide Shut (1999) - postumo

#### Sceneggiatore
- Il bacio dell'assassino (Killer's Kiss) (1955) (soggetto)
- Rapina a mano armata (The Killing) (1956)
- Orizzonti di gloria (Paths of Glory) (1957)
- Lolita (1962) (non accreditato)
- Il dottor Stranamore - Ovvero: come ho imparato a non preoccuparmi e ad amare la bomba (Dr. Strangelove or: How I Learned to Stop Worrying and Love the Bomb) (1964)
- 2001: Odissea nello spazio (2001: A Space Odyssey) (1968)
- Arancia meccanica (A Clockwork Orange) (1971)
- Barry Lyndon (1975)
- Shining (The Shining) (1980)
- Full Metal Jacket (1987)
- Eyes Wide Shut (1999) - postumo

#### Produttore
- Paura e desiderio (Fear and Desire) (1953)
- Il bacio dell'assassino (Killer's Kiss) (1955)
- Orizzonti di gloria (Paths of Glory) (1957) (produttore esecutivo)
- Il dottor Stranamore (Dr. Strangelove or: How I Learned to Stop Worrying and Love the Bomb) (1964)
- 2001: Odissea nello spazio (2001: A Space Odyssey) (1968)
- Arancia meccanica (A Clockwork Orange) (1971)
- Barry Lyndon (1975)
- Shining (The Shining) (1980)
- Full Metal Jacket (1987)
- Eyes Wide Shut (1999) - postumo

#### Direttore della fotografia
- Paura e desiderio (Fear and Desire) (1953)
- Il bacio dell'assassino (Killer's Kiss) (1955)
- Orizzonti di gloria (Paths of Glory) (1957) (fotografo aggiuntivo)
- La spia che mi amava (The Spy Who Loved Me), regia di Lewis Gilbert (1977) (consulente per le luci)

#### Montatore
- Paura e desiderio (Fear and Desire) (1953)
- Il bacio dell'assassino (Killer's Kiss) (1955)

#### Effetti speciali
- 2001: Odissea nello spazio (2001: A Space Odyssey) (1968)

#### Attore
- Lolita (1962) (cameo non accreditato)
- Arancia meccanica (A Clockwork Orange) (1971) (cameo non accreditato)
- Full Metal Jacket (1987) (cameo vocale non accreditato)

#### Operatore di macchina
- 2001: Odissea nello spazio (2001: A Space Odyssey) (1968) (non accreditato)
- Arancia meccanica (A Clockwork Orange) (1971) (non accreditato)
- Barry Lyndon (1975) (non accreditato)
- Eyes Wide Shut (1999) (non accreditato)

### Cortometraggi documentari

#### Regista, direttore della fotografia e scenografo
- Day of the Fight (1951)
- Il padre volante (Flying Padre: An RKO-Pathe Screenliner) (1951)
- The Seafarers (1953)

#### Sceneggiatore
- Day of the Fight (1951)
- Il padre volante (Flying Padre: An RKO-Pathe Screenliner) (1951)

#### Produttore
- Day of the Fight (1951)

#### Montatore
- Day of the Fight (1951)
- The Seafarers (1953)

### Mai realizzati e realizzati da altri
- I due volti della vendetta (1962) - western abbandonato immediatamente passato poi a Marlon Brando.
- Napoleon - fu scritta solo la sceneggiatura, poi il progetto venne accantonato per mancanza di fondi. Inoltre, venne bocciato dalla MGM poiché nello stesso periodo era uscito Waterloo, un altro film su Napoleone sarebbe stato ripetitivo e la casa produttrice temeva un flop.
- A.I. - Intelligenza artificiale (A.I. Artificial Intelligence) (2001) - il progetto venne accantonato da Kubrick e ripreso da Steven Spielberg.[31]

## Documentari sul suo lavoro
- Making The Shining, di Vivian Kubrick (1980)
- Stanley Kubrick: A Life in Pictures, di Jan Harlan (2001)
- Stanley And Us, di M. Di Flaviano, F. Greco, S. Landini (2001)
- L'archivio segreto di Stanley Kubrick (Stanley Kubrick's Boxes) di Jon Ronson (2008)
- Overlook Hotel - Stanza 237 (Room 237), di Rodney Ascher (2012)
- S is for Stanley - Trent'anni dietro al volante per Stanley Kubrick, di Alex Infascelli (2015)
- Kubrick by Kubrick di Gregory Monro (2020)

## Doppiatori italiani
- Francesco Pannofino in Full Metal Jacket (voce del sergente Murphy)

## Riconoscimenti
- Premio Oscar
  - 1965 – Candidatura al miglior film per Il dottor Stranamore
  - 1965 – Candidatura al miglior regista per Il dottor Stranamore
  - 1965 – Candidatura alla miglior sceneggiatura non originale per Il dottor Stranamore
  - 1969 – Candidatura al miglior regista per 2001: Odissea nello spazio
  - 1969 – Candidatura alla miglior sceneggiatura originale per 2001: Odissea nello spazio
  - 1969 – Miglior effetti speciali per 2001: Odissea nello spazio
  - 1972 – Candidatura al miglior film per Arancia meccanica
  - 1972 – Candidatura al miglior regista per Arancia meccanica
  - 1972 – Candidatura alla miglior sceneggiatura non originale per Arancia meccanica
  - 1976 – Candidatura al miglior film per Barry Lyndon
  - 1976 – Candidatura al miglior regista per Barry Lyndon
  - 1976 – Candidatura alla miglior sceneggiatura non originale per Barry Lyndon
  - 1988 – Candidatura alla miglior sceneggiatura non originale per Full Metal Jacket
- Golden Globe
  - 1961 – Candidatura al miglior regista per Spartacus
  - 1963 – Candidatura al miglior regista per Lolita
  - 1972 – Candidatura al miglior film drammatico per Arancia meccanica
  - 1972 – Candidatura al miglior regista per Arancia meccanica
  - 1976 – Candidatura al miglior film drammatico per Barry Lyndon
  - 1976 – Candidatura al miglior regista per Barry Lyndon
- British Academy Film Awards
  - 1957 – Candidatura al miglior film per Rapina a mano armata
  - 1958 – Candidatura al miglior film per Orizzonti di gloria
  - 1961 – Candidatura al miglior film per Spartacus
  - 1965 – Miglior film per Il dottor Stranamore
  - 1965 – Miglior film britannico per Il dottor Stranamore
  - 1965 – Candidatura alla miglior sceneggiatura per un film britannico per Il dottor Stranamore
  - 1969 – Candidatura al miglior film per 2001: Odissea nello spazio
  - 1969 – Candidatura alla United Nations Award per 2001: Odissea nello spazio
  - 1973 – Candidatura al miglior film per Arancia meccanica
  - 1973 – Candidatura al miglior regista per Arancia meccanica
  - 1973 – Candidatura alla miglior sceneggiatura per Arancia meccanica
  - 1976 – Candidatura al miglior film per Barry Lyndon
  - 1976 – Miglior regista per Barry Lyndon
  - 2000 – BAFTA alla carriera (postumo)
- Festival di Venezia
  - 1997 – Leone d'oro alla carriera
- Altri riconoscimenti 
  - Per celebrare l'estro e l'arte di Kubrick, è stata ideata un'eccezionale mostra itinerante, la Stanley Kubrick Exhibition, prodotta dal Deutsches Filmmuseum e dal Deutsche Architektur Museum di Francoforte in stretta collaborazione con la moglie del regista, Christiane, e il cognato, Jan Harlan. Dopo Francoforte sul Meno, Berlino, Melbourne, Gand e Zurigo, ha infine fatto tappa anche a Roma, ospitata dal 6 ottobre 2007 al 6 gennaio 2008 presso la rinnovata cornice del Palazzo delle Esposizioni. La mostra presenta materiale proveniente dagli archivi privati dello Stanley Kubrick Estate, resi disponibili per la prima volta appositamente per l'occasione: documenti inediti, copioni, appunti di regia, fotografie, filmati, reperti, plastici, costumi, testimonianze e ricostruzioni dall'intero corpus operandi del maestro. L'edizione italiana del catalogo della mostra è stata pubblicata da Giunti.